# Анастас Корсунянин
Анаста́с (или Настас) Корсуня́нин (Анастас Корсунский, ум. после 1018) — греческий священнослужитель, один из главных церковных деятелей в период правления князя Владимира Святославича, духовник князя Киевского, один из руководителей строительства, первый настоятель киевской Десятинной церкви Пресвятой Богородицы, фактический глава Русской православной церкви в годы крещения Руси.

## Биография
Дата рождения Анастаса неизвестна, не ясно даже, родился ли он в Корсуни и является ли по национальности греком. Известно, что в 980-е годы он уже находится в Корсуни, а в 988 году во время похода Владимира на Корсунь, согласно Повести Временных лет (ПВЛ), именно Анастас сыграл решающую роль во взятии киевлянами города:
«В 6496 (988) году пошёл Владимир с войском на Корсунь, город греческий, и затворились корсуняне в городе. И стал Владимир на той стороне города у пристани, в расстоянии полета стрелы от города, и сражались крепко из города.
Владимир же осадил город. Люди в городе стали изнемогать, и сказал Владимир горожанам: „Если не сдадитесь, то простою и три года“. Они же не послушались его, Владимир же, изготовив войско своё, приказал присыпать насыпь к городским стенам. И когда насыпали, они, корсунцы, подкопав стену городскую, выкрадывали подсыпанную землю, и носили её себе в город, и ссыпали посреди города. Воины же присыпали еще больше, и Владимир стоял.
И вот некий муж корсунянин, именем Анастас, пустил стрелу, написав на ней: „Перекопай и перейми воду, идёт она по трубам из колодцев, которые за тобою с востока“. Владимир же, услышав об этом, посмотрел на небо и сказал: „Если сбудется это, — сам крещусь!“. И тотчас же повелел копать наперерез трубам и перенял воду. Люди изнемогли от жажды и сдались».
«Корсунская легенда» связывает с Анастасом непосредственное крещение Владимира. После удачного штурма, Анастас среди т. н. «корсунских попов» попал в столицу Руси. Владимир приблизил Анастаса к себе, помня о его заслугах. Анастас принял активное участие в крещении Руси, в частности, в 990 году он участвовал с митрополитом Михаилом и дядей Владимира Добрыней в достаточно жёстком крещении Новгорода. В следующем году с такой же миссией он ехал «по Русской земле и до Ростова».
Около 991 года в Киеве началось строительство Десятинной церкви. Её строительство и обустройство было поручено корсунским священникам во главе с Анастасом:
…украси ю иконами и поручи ю Настасу Корсунянину, и попы корсуньскыя… пристави служити в неи, вдавъ ту все еже бе взялъ в Корсуни: иконы и съсуды и кресты…
После окончания постройки около 996 года руководство церковью было поручено Анастасу Корсунскому, также, как говорит летопись, Владимир поручил «вдасть десятину Настасу» (собственно поэтому церковь получила название «Десятинной» и исключительное положение среди других русских церквей), таким образом статус его ещё более возрос — фактически он стал вторым человеком после епископа, а учитывая сложную ситуацию с Киевским митрополитом (он постоянно отзывался в Византию, подолгу отсутствовал на месте), можно предположить, что фактически всей Русской церковью в конце X — начале XI века руководил именно Анастас. Интересен факт, что ПВЛ ни разу не упоминает о том, что Анастас является священником (Новгородские летописи называют его «иереем», а более поздняя и, вероятно, недостоверная традиция (отдельные списки поздней редакции Жития св. князя Владимира) и вовсе — епископом). Согласно Михаилу Брайчевскому, Анастас принимал участие в создании в 996 году летописного свода, который получил название «Свода Анастаса».
Уже после смерти Владимира в 1015 году Анастас продолжил руководить церковью и принял активное участие в борьбе сыновей Владимира за престол. Возможно, учитывая исключительный статус Анастаса, именно его имеет в виду Титмар Мерзебургский, упоминающий о некоем киевском «архиепископе» в рассказе о захвате Киева Болеславом Храбрым в 1018 году: этот не названный по имени архиепископ встречал 14 августа 1018 года вступающих в город Болеслава и Святополка Окаянного, а затем был отправлен Болеславом в качестве посла к новгородскому князю Ярославу Владимировичу Мудрому (но также есть версия, что имеется в виду митрополит Иоанн Киевский, хотя последний стал Киевским митрополитом уже после смерти Святополка, в 1019 году).
В 1018 году Болеслав I Храбрый, король Польши, захватил Киев у Ярослава Мудрого. Анастас перешёл на сторону поляков и стал хранителем княжеской казны. Вскоре он, видимо, опасаясь мести своих недоброжелателей, вошёл к Болеславу в доверие и отбыл вместе с ним в Польшу, где получил имение:
«…Настаса пристави Десятиньнаго ко именью, бе бо ся ему вверилъ лестью…»
Более в источниках Анастас Корсунский не упоминается. Польский историк Герард Лябуда сделал предположение, что Анастас служил в домовой церкви на Ледницком острове, где жили захваченные Болеславом дочери Владимира Святого (Предслава Владимировна и другие).

## Образ в кино
- «Викинг» (Россия; 2016) режиссёр Андрей Кравчук, в роли Анастаса — Павел Делонг.